# Цвайзіммен
Цвайзіммен (нім. Zweisimmen) — громада  в Швейцарії в кантоні Берн, адміністративний округ Оберзімменталь-Заанен.

## Географія
Громада розташована на відстані близько 45 км на південь від Берна.
Цвайзіммен має площу 73 км², з яких на 3,4% дозволяється будівництво (житлове та будівництво доріг), 54,9% використовуються в сільськогосподарських цілях, 33,7% зайнято лісами, 8% не є продуктивними (річки, льодовики або гори).

## Демографія
2019 року в громаді мешкало 3040 осіб (+4% порівняно з 2010 роком), іноземців було 13,2%. Густота населення становила 42 осіб/км².
За віковим діапазоном населення розподілялося таким чином: 17% — особи молодші 20 років, 56,8% — особи у віці 20—64 років, 26,2% — особи у віці 65 років та старші. Було 1385 помешкань (у середньому 2,2 особи в помешканні).
Із загальної кількості 1741 працюючого 232 було зайнятих в первинному секторі, 307 — в обробній промисловості, 1202 — в галузі послуг.